# Église Sainte-Anne du Breuil
L'église Sainte-Anne du Breuil est une église située au Breuil, dans le département de l'Allier, en France. Elle a souvent été désignée comme la « chapelle romane », pour la distinguer de l'ancienne église paroissiale Saint-Blaise, aujourd'hui détruite, avec laquelle elle est parfois confondue.

## Localisation
L'église est située dans le bourg, en limite de la zone habitée, au fond d'une impasse menant à sa façade.

## Histoire

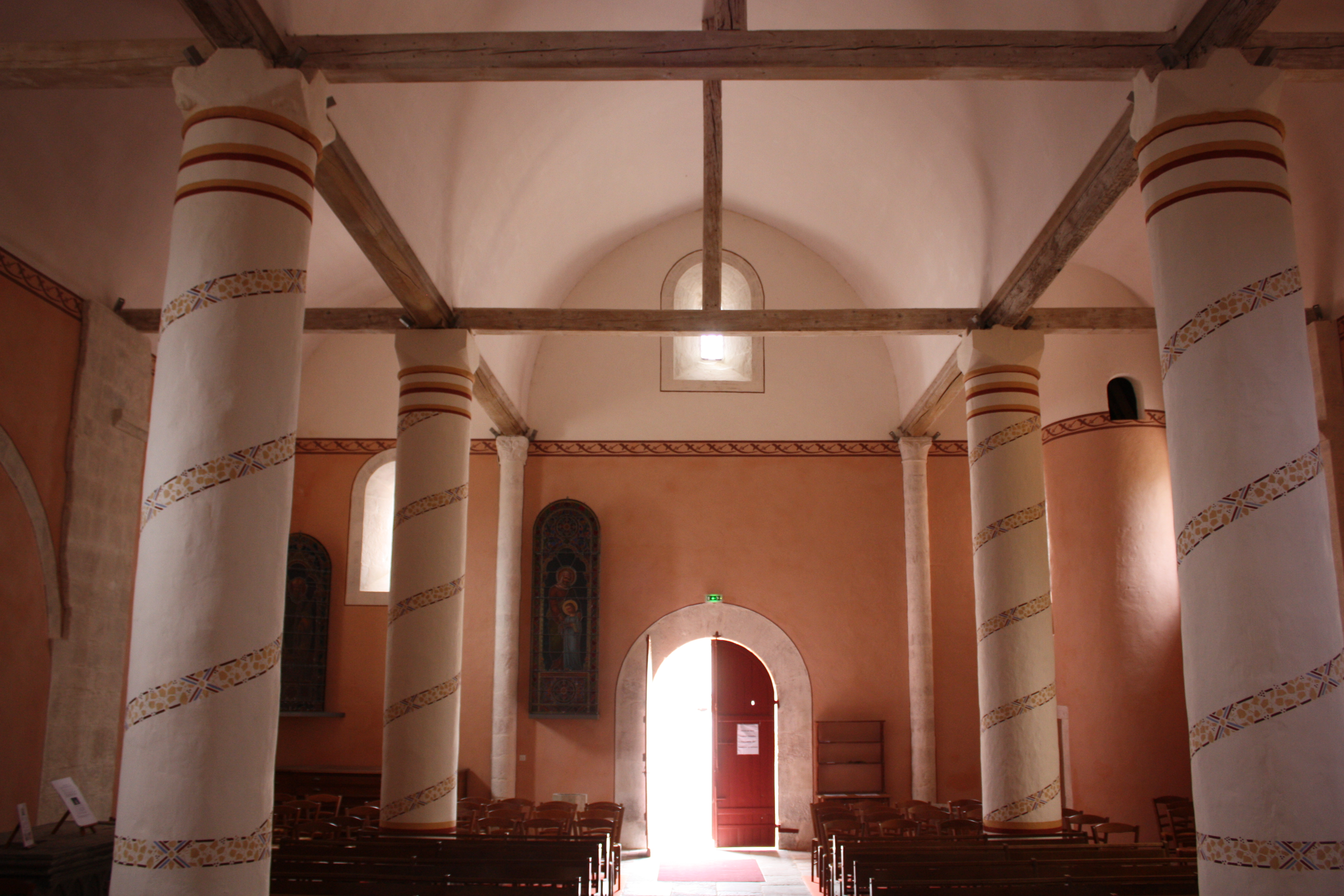
Nef de l'église.

À l'origine, l'église Sainte-Anne est une chapelle castrale construite aux XIe et XIIe siècles pour le service du château féodal, dont il ne reste pas d'autre vestige. En 1859-1860, le clocher roman est démoli et remplacé par le clocher actuel, un clocher-mur à deux baies.
À la fin du XIXe siècle, l'église Sainte-Anne était très délabrée et la commune ne pouvait pas ou ne voulait pas faire face aux réparations indispensables. Des familles de fidèles décidèrent alors de faire construire une nouvelle église : ce fut l'église Saint-Blaise, ouverte au culte en 1912. Dès lors, l'église Sainte-Anne fut abandonnée ; elle servit de remise et de garage.
Elle a été inscrite comme monument historique par arrêté du 8 décembre 1927.
Lorsque la voûte de Saint-Blaise s'écroula, en 1998, rendant l'édifice inapte au culte, la commune prit conscience de la nécessité de réhabiliter Sainte-Anne. Les travaux durèrent de 2001 à 2009.
Après la destruction en 2013 de l'ancienne église paroissiale Saint-Blaise, la chapelle romane Sainte-Anne est redevenue l'église paroissiale du village. Les cloches de l'ancienne église ont été installées dans l'église romane. Deux des vitraux de l'ancienne église ont été restaurés et réinstallés à Sainte-Anne : ils représentent sainte Anne avec la Vierge enfant et saint Blaise.

## Description
L'église est de style roman. Elle comporte une nef et deux collatéraux de trois travées, qui se terminent par une abside et deux absidioles ; il n'y a pas de transept.
L'église abrite la pierre tombale (2,10 m × 1,10 m) d'Alix du Breuil, datée de 1300.